# Quisqueyanos valientes
Quisqueyanos valientes ist die Nationalhymne der Dominikanischen Republik.
Sie wurde von José Rufino Reyes y Siancas (1835–1905) komponiert, und der Text stammt von Emilio Prud'Homme (1856–1932).

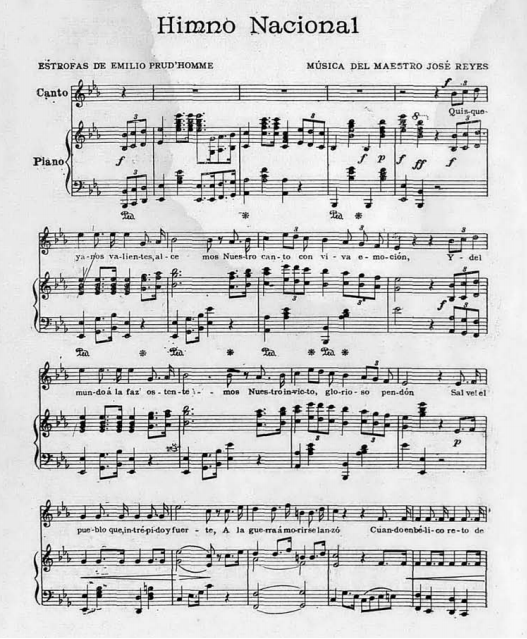
Himno Nacional

## Text
Quisqueyanos valientes, alcemos
Nuestro canto con viva emoción,
Y del mundo a la faz ostentemos
Nuestro invicto glorioso pendón.
¡Salve el pueblo que intrépido y fuerte,
A la guerra a morir se lanzó!
Cuando en bélico reto de muerte
Sus cadenas de esclavo rompió.
Ningun pueblo ser libre merece
Si es esclavo indolente y servil;
Si en su pecho la llama no crece
Que templó el heroismo viril.
Mas Quisqueya la indómita y brava
Siempre altiva la frente alzará:
Que si fuere mil veces esclava
Otras tantas ser libre sabrá.

## Deutsche Übersetzung
Ihr tapferen Quisqueyaner, laßt uns
Unser Lied mit stolzer Regung singen,
Und laßt uns dem Gesicht der Welt zeigen
Unser unbesiegtes und glorreiches Banner.
Heil dem Volk, das unerschrocken und stark
In den Krieg zog und in den Tod ging!
Denn unter der kriegerischen Androhung des Todes
Wurden die Fesseln der Sklaverei gesprengt.
Kein Land verdient frei zu sein,
Das ein gleichgültiger und unterwürfiger Sklave ist
Und wenn in ihm nicht in seiner Brust ein Ruf laut wird,
Veredelt durch männliches Heldentum.
Doch das tapfere und unbezähmbare Quisqueya
Wird stets erhobenen Hauptes stehen:
Und würde es auch tausend Male versklavt,
Würde es ebensooft die Freiheit wieder erkämpfen.

## Anmerkung
Quisqueya ist ein alter indianischer Name für die Insel Hispaniola und ihre Bewohner heißen dann entsprechend Quisqueyanos. Der Name bedeutet wohl „Mutter der Erde“ (Madre de la Tierra). Ein weiterer indianischer Name ist Haiti (spanisch Haití, bergiges Land), das bekanntlich heute das Land westlich der Dominikanischen Republik bezeichnet, zeitweilig aber auch für die ganze Insel gebräuchlich war.
Die vollständige Nationalhymne der Dominikanischen Republik ist in 12 Strophen eingeteilt, es werden zur Rezitation der Hymne nur die hier vorliegenden Strophen gesungen (Flaggenappell in Schulen, Staatsakte usw.).